# 챗GPT 서치
챗GPT 서치(ChatGPT Search, 최초 이름: 서치GPT, SearchGPT)는 오픈AI가 개발한 검색 엔진이다. 기존 검색 엔진 기능과 GPT를 결합하여 외부 웹사이트에 대한 인용을 포함한 응답을 생성한다.

## 역사
2024년 7월 25일, 챗GPT 서치는 '서치GPT'라는 이름으로 10,000명의 테스트 사용자에게 한정된 릴리스로 프로토타입으로 처음 소개되었다. 이 검색 기능은 OpenAI를 주요 검색 엔진, 특히 구글, Perplexity.ai 및 Bing의 직접적인 경쟁자로 자리매김했다.
오픈AI는 챗GPT 서치에 대한 게시자와의 파트너십을 발표하여 게시자에게 콘텐츠가 검색 결과에 표시되는 방식에 대한 옵션을 제공하고 신뢰할 수 있는 출처의 홍보를 보장했다.
2024년 10월 31일, 오픈AI는 ChatGPT 플러스 및 팀 구독자에게 챗GPT 서치를 출시했으며 2024년 12월에 무료 사용자에게 제공되었다. OpenAI는 궁극적으로 2024년 12월에 검색 기능을 ChatGPT에 통합했다.

## 같이 보기
- 구글 검색